# Tipulodina curtissima
Tipulodina curtissima är en tvåvingeart som först beskrevs av Alexander 1948.  Tipulodina curtissima ingår i släktet Tipulodina och familjen storharkrankar. Inga underarter finns listade i Catalogue of Life.